# شمشیر طلایی
شمشیر طلایی (به انگلیسی: The Golden Blade) یک فیلم سینمایی آمریکایی ماجراجویی، محصول سال ۱۹۵۳ میلادی به کارگردانی نیتن اچ. جوران و بازی راک هادسن در نقش هارون الرشید و پایپر لوری در نقش شاهزاده خیروزان است. این مجموعه در باگاد باستان تنظیم شده است و از افسانه های عربی هزار و یک شب و همچنین اسطوره شاه آرتور و اکس‌کالیبور وام گرفته است.

## بازیگران
- راک هادسن در نقش هارون
- پایپر لوری در نقش پرنسس خیروزان
- جین ایوانز به عنوان کاپیتان هادی
- جورج مکریدی به عنوان جعفر
- کاتلین هیوز به عنوان باخامرا
- استیون گری به عنوان بارکوس
- ادگار باریر به عنوان خلیفه
- آلیس کلی
- میکی سیمپسون
- فرد گراهام

## تولید
در ابتدا قرار بود این فیلم با بازی فارلی گرنجر باشد.